# Helhesten
Ne doit pas être confondu avec Helhest.
Helhesten (« Le cheval enfer ») est un magazine d'art danois lancé en 1941 par le peintre Asger Jorn.
Les articles d’Helhesten étaient écrits par des artistes qui se sont organisés en groupe, avec en plus des personnalités comme Jorn, Ejler Bille, Henry Heerup, Carl-Henning Pedersen et Else Alfelt.
Les articles étaient consacrés à l'art populaire et à l'art primitif. Helhesten a servi de modèle pour la revue du mouvement Cobra.
Il y eut 12 numéros. La revue a cessé de paraître en 1944.